# Mario Bros. (videojoc)
Mario Bros. (マリオブラザーズ, Mario Burazāzu, lit. Germans Mario) és un videojoc d'arcade desenvolupat per Nintendo l'any 1983. Va ser creat per Shigeru Miyamoto. Ha estat presentat com un minijoc de la sèrie de Super Mario Advance i altres jocs. Mario Bros. ha estat rellançat per a Wii, Nintendo 3DS i Wii U en els serveis de Consola Virtual al Japó, l'Amèrica del Nord, Europa i Austràlia. Va ser la tercera aparició de Mario, i la primera que apareix amb el seu nom definitiu, ja que a Donkey Kong (1981) apareixia sota el pseudònim de Jumpman (‘saltador’).
En el joc, Mario és retratat com un llauner ítaloestatunidenc que, juntament amb el seu germà menor Luigi, ha de derrotar a les criatures que han vingut dels embornals sota Nova York. El joc se centra en la seva exterminació, voltejant-los sobre les seves esquenes i donar-los cops de peu. Les versions originals de Mario Bros. –la versió d'arcade i la versió de Family Computer/Nintendo Entertainment System (FC/NES)– van ser rebudes positivament pels crítics.
El març del 2023 el grup de Projecte 'Ce Trencada' va traduir de manera comunitària i no oficial el joc i el tràiler original en català.

## Jugabilitat

En Mario a punt de derrotar a un Koopa Troopa (versió de màquina recreativa).

Mario Bros. es caracteritza per dos llauners, en Mario i en Luigi, havent d'investigar les clavegueres de Nova York després d'haver-n'he sortit criatures estranyes. L'objectiu del joc és derrotar a tots els enemics de cadascuna de les fases. La mecànica de Mario Bros. consisteix només a córrer i saltar. A diferència dels següents jocs de Mario, els jugadors no poden saltar contra els enemics i aixafar-los, tret que ja estiguin enrere. Cada fase és una sèrie de plataformes amb canonades a cada cantó de la pantalla, juntament amb un objecte anomenat block "POW" al centre. Les fases utilitzen els wraparounds, és a dir, que els enemics i jugadors que es dirigeixen a un costat reapareixen al costat oposat.
El jugador guanya punts en derrotar diversos enemics de manera consecutiva i pot participar en una ronda de bonus per obtenir més punts. Els enemics són derrotats donant-los cops de peu una vegada que els han fet girar de cap per avall. Això s'aconsegueix colpejant la plataforma que l'enemic hi té directament a sota. Si el jugador permet passar massa temps després de fer-ho, l'enemic es farà la volta, canviant de color i augmentant la velocitat. Cada fase té un cert nombre d'enemics, amb l'enemic final canviant de color immediatament i augmentant fins a la velocitat màxima. Colpejar un enemic girat de cap per avall fa que es posi dret i comenci a moure’s de nou, però no canvia la velocitat ni el color.
Hi ha quatre enemics: els Shellcreeper, que simplement passegen; el Sidestepper, que requereix dos cops; the Fighter Fly, que es mou saltant i només es pot girar quan està sobre una plataforma; i Slipice, que converteix les plataformes en gel relliscós. Quan es colpeja des de sota, el Slipice mor immediatament en lloc de donar la volta de cap per avall; aquests enemics no compten en el nombre total que cal derrotar per completar una fase. Totes les plataformes glaçades tornen a la normalitat al començar cada nova fase.
El bloc "POW" fa caure tots els enemics que toquen una plataforma o el terra quan un jugador el colpeja des de sota. Es pot utilitzar tres vegades abans que desaparegui. A la versió Jugador contra Jugador del minijoc a Super Mario Bros. 3, cadascun dels tres usos fa que l'adversari perdi una carta i que tots els enemics es girin de cap per avall. Una altra característica d'aquest petit remake és que les canonades són rectes i, de tant en tant, escupen boles de foc grans als dos lampistes. Quan es derrota qualsevol tipus enemic, excepte un Slipice, apareix una moneda i es pot recollir per obtenir punts de bonificació; tanmateix, la fase s'acaba tan bon punt l'últim enemic és derrotat.
A mesura que el joc avança, s'afegeixen elements per augmentar la dificultat. Les boles de foc reboten al voltant de la pantalla o es desplacen directament d'un costat a l'altre, i els icicles es formen sota les plataformes i, de vegades, a la part superior de les canonades i es desprenen. Les rondes de bonificació proporcionen als jugadors la possibilitat d'aconseguir punts i vides extres mitjançant la recollida de monedes sense haver d'afrontar els enemics; el bloc "POW" es regenera en cada una d'aquestes pantalles.

## Desenvolupament
Mario Bros. va ser creat per Shigeru Miyamoto (1965-) i Mitsuharo Sato amb una història creada també per Shigeru Miyamoto, principals desenvolupadors del videojoc Donkey Kong. En Donkey Kong, Gunpei Yokoi va suggerir a Miyamoto que hauria de ser capaç de caure de qualsevol altura, una mica del que Miyamoto no estava segur, pensant que seria "poc propi d'un joc". Es van posar d'acord, pensant que estaria ben para ell tenir algunes habilitats sobrehumanas. Ell va dissenyar un prototip en el qual Mario "saltava i rebotava", que ho va fer quedar satisfet. L'element de la lluita contra els enemics d'a baix es va introduir després que Yokoi ho suggerís, observant que seria molt treball ja que hi havia diversos pisos. No obstant això, va resultar ser massa fàcil eliminar els enemics d'aquesta manera, així que els desenvolupadors van exigir als jugadors tocar (caminar) als enemics després d'haver copejat la plataforma sota ells per derrotar-los. Aquesta va anar també la forma en què es va presentar a la tortuga com un enemic, la qual es concep com un rival que solament podia ser copejada des d'a baix. A causa de l'aparició de Mario en Donkey Kong, amb un mico, un barret i un bigoti gruixut, Shigeru Miyamoto va pensar que havia de ser un lampista en lloc d'un fuster, i va dissenyar aquest videojoc per reflectir això. Altre factor que va contribuir va ser l'escenari del joc: es tractava d'una gran xarxa de canonades gegantesques, per la qual cosa es va considerar que un canvi d'ocupació era necessari.
Una història popular de com es va originar el nom de Jumpman a Mario és que un propietari italoamericà, Mario Segale, s'havia personat davant de l'equip de Nintendo of America per reclamar el lloguer, i van decidir canviar el nom de Jumpman al seu. Miyamoto també creia que el millor escenari per a aquest joc era a Nova York, en "una laberíntica xarxa subterrània de canonades d'aigües residuals." Les canonades es van inspirar en diversos manga, que afirma Miyamoto comptava amb deixalles amb canonades al voltant. En aquest joc, es feien servir de manera que els enemics poguessin entrar i sortir de l'escenari a través d'aquestes canonades per evitar que els enemics s'amunteguessin al fons de l'escenari. La coloració verda de les canonades, el que el president del Nintendo Satoru Iwata va comentar com un color poc comú, provenia de Miyamoto amb una paleta de colors limitada i amb ganes de mantenir les coses acolorides. Va afegir que el verd era el millor perquè funcionava bé quan es van combinar dos tons.
Mario Bros. també va presentar el germà de Mario, Luigi, que es va crear per a la modalitat multijugador fent una paleta de Mario. El mode de dos jugadors i diversos aspectes del joc es van inspirar en Joust. Fins avui en dia, Mario Bros. s'ha llançat a més d'una desena de plataformes. El primer moviment de Eine kleine Nachtmusik de Mozart s'utilitza en l'inici del joc. Aquesta cançó s'ha utilitzat en videojocs posteriors, inclosos Dance Dance Revolution Mario Mix i Super Smash Bros. Brawl.

### Ports i continuacions
Malgrat les seves innovacions, Mario Bros. no va ser un gran èxit a Amèrica del Nord a causa de la crisi dels videojocs de 1983. Tanmateix, va rebre una sèrie de versions domèstiques per a l'Apple II, Atari 2600, Atari 5200, ordinadors de 8 bits d'Atari, Atari 7800, Amstrad CPC, i ZX Spectrum. La Commodore 64 tenia dues versions: un port Atarisoft que no es va llançar comercialment i una versió de 1986 d'Ocean Software. La versió per ordinador d'Atari de 8 bits de Sculptured Software, així com el port d'Apple II programat per Jimmy Huey de Designer Software, van ser les úniques versions domèstiques del joc que presentaven els glaçons que cauen (la versió de NES es va ometre a causa de les limitacions d'espai dels primers cartutxos de NES). Aquesta darrera conversió tampoc es va vendre. El joc també es va tornar a llançar pel servei de Consola Virtual a Amèrica del Nord, Austràlia, Europa i Japó per la Wii, Nintendo 3DS i Wii U. També es va tornar a fer en còpies de jocs de la sèrie Super Mario Advance de Game Boy Advance així com Mario & Luigi: Superstar Saga, i es va incloure com a minijoc a Super Mario Bros. 3. La versió de Game Boy Advance es va incloure als 10 jocs gratuïts que ofereix Nintendo al Programa ambaixador 3DS a causa de la seva inclusió al carro del port GBA de Yoshi's Island que era un dels jocs de la llista. El joc es va presentar entre altres jocs de NES i SNES per a ser llançats per a la 3DS en una demostració tecnològica anomenada Classic Games a l'E3 2010, encara que mai es va llançar comercialment.
La versió NES es va incloure com a moble a Animal Crossing per la GameCube, juntament amb molts altres jocs de NES, tot i que aquest requeria l'ús del Nintendo e-Reader, un accessori de la Game Boy Advance, i una targeta electrònica Animal Crossing exclusiva d'Amèrica del Nord. Aquesta versió es va tornar a llançar més tard a la segona sèrie de e-Cards de la NES, i fins i tot va ser reestrenat a través de la sèrie Famicom Mini al Japó. Un port millorat anomenat Kaette Kita Mario Bros. (かえってきたマリオブラザーズ, Kaette Kita Mario Burazāzu) lit. Mario Bros. Retorna es va estrenar al Japó per la Family Computer Disk System, amb funcions afegides i revisions al joc. També va incloure escenes de cinema i fins i tot anuncis, patrocinat per l'empresa alimentària Nagatanien. Kaette Kita és molt poc usual, ja que només estava disponible com a promoció de Disk Writer. Un port NES posterior es va llançar exclusivament a Europa el 1993, anomenat Mario Bros. (Classic Series); aquesta versió tenia un control més refinat i interrupcions escèniques més properes a la versió arcade original.
En 1984, Hudson Soft va fer dos jocs diferents basats en Mario Bros. El primer va ser Mario Bros. Special, (マリオブラザーズスペシャル, Mario Burazāzu Supesharu) que era una reimaginació del Mario Bros. original amb noves fases, mecàniques i jugabilitat. El segon va ser Punch Ball Mario Bros., (パンチボールマリオブラザーズ, Panchi Bōru Mario Burazāzu) que presentava una nova mecànica de joc que implicava colpejar boles petites per atordir els enemics. Tots dos jocs es van llançar per al PC-8801, FM-7, i X1 i s'han descrit com a mitjana en la seva majoria, ni els millors ni els pitjors jocs de la sèrie. Mario Clash, un joc llançat el 1995 per a Virtual Boy, es va desenvolupar com un remake fidel de Mario Bros., amb el títol de Mario Bros. VB. Va ser el primer joc 3D estereoscòpic de Mario. L'objectiu del joc és fer caure a tots els enemics de les cornises. En lloc de colpejar-los des de baix, com a Mario Bros., el jugador ha de colpejar els enemics amb petxines Koopa.
El 2004, Namco va llançar un gabinet d'arcade que contenia Donkey Kong, Donkey Kong Jr. i Mario Bros. Aquesta versió de Mario Bros. es va modificar per a la pantalla vertical utilitzada per la resta de jocs, amb la zona de joc visible retallada als laterals.
El joc de Wii U Super Mario 3D World conté Luigi Bros, una versió de Mario Bros. protagonitzada per Luigi. Aquest joc es desbloquejarà si la consola Wii U conté dades desades de New Super Luigi U o si el jugador completa tots els mons normals.
El 27 de setembre de 2017 es va llançar la versió arcade original de Mario Bros. per a Nintendo Switch com a part de la sèrie Arcade Archives de jocs de màquina arcade emulats. La versió NES del joc es va llançar com un dels títols de llançament de Nintendo Switch Online.

## Recepció

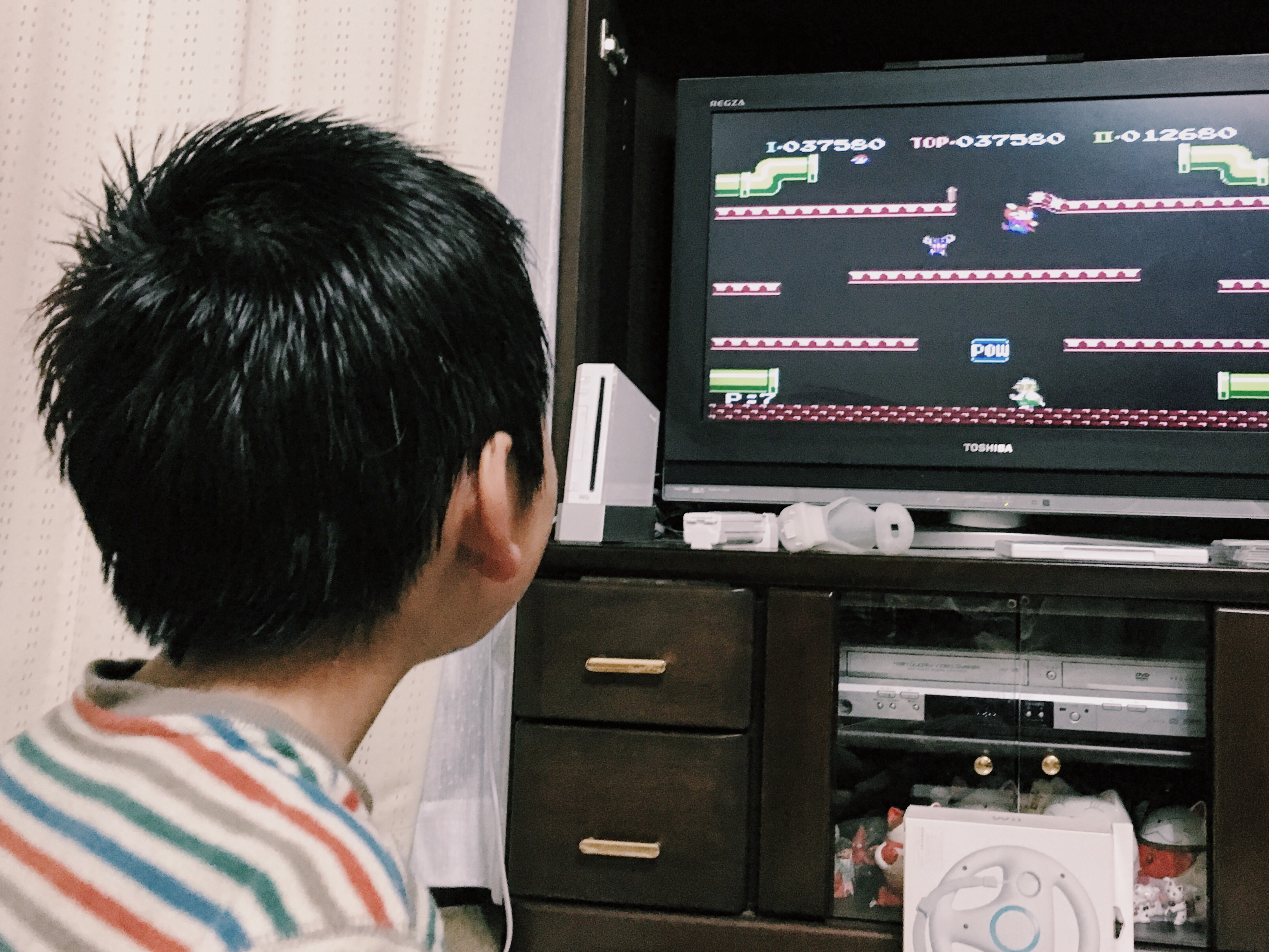
Mario Bros. en la Consola Virtual de Wii

Mario Bros. va tenir un èxit modest entre els jocs arcade en Japó. Fins avui, al Japó, la versió de NES de Mario Bros. ha venut més d'1,63 milions de còpies, i el rellançament de la consola Famicom Mini en la seva versió de NES ha venut més de 90.000 còpies. Malgrat ser llançat durant la caiguda dels videojocs nord-americans en 1983, el joc d'arcade, així com la indústria, no es van veure afectats. L'autor de videojocs Dave Ellis ho considera com un dels jocs clàssics més memorables.
El joc va ser portat posteriorment a Apple II, Atari 2600, Atari 5200, Família Atari de 8 bits, Atari 7800, Amstrad CPC, Sinclair ZX Spectrum i Commodore 64. L'últim sistema tenia dos versions: el port Atarisoft llançat el 1984 i una versió d'Ocean Software el 1986.
Mario Bros. també és un joc de la sèrie Game & Watch Multi Screen que malgrat el títol i de l'aparició de Luigi, no està relacionat en el joc amb el joc arcade Mario Bros. A Super Mario Bros 3, s'inclou un minijoc en para dos jugadors de Mario Bros. Per la Virtual Boy va ser dissenyat Mario Clash, com una versió en 3D del joc arcade. També es va remasteritzar el joc en la sèrie Super Mario Advance 1, 2, 3 i 4 de Game Boy Advance.
Mario Bros. es va estrenar en Nintendo 3DS, i pot disposar de la càmera, suport 3D, o suport analògic. Aquest comunicat va aparèixer entre els altres jocs de Nintendo Entertainment System i Super Nintendo, que es va llançar para 3DS en una demo tècnica cridada Jocs Clàssics en l'E3 2010. En Super Mario 3D World conté Luigi Bros, una versió de Mario Bros. protagonitzada per Luigi. Aquest joc es desbloqueja si la consola Wii O conté dades guardades de New Super Luigi U o si el jugador completa tots els mons normals.

## High scores
El 16 d'octubre de 2015, Steve Kleisath va obtenir el rècord mundial de Mario Bros (arcade) amb 5.424.920 punts verificats per Twin Galaxies.
El 10 de setembre de 2018, Adrian Rodríguez va aconseguir el rècord mundial de Mario Bros. (MAME) amb una puntuació de 5.474.030 punts verificats a highscore.com.

## A la cultura popular
A l'anunci original d'Atari per a Mario Bros., el tema de “Mario, Where Are You?” (Mario, On ets?) va ser parodiat de la cançó de la sèrie de televisió de Car 54, Where Are You?.